# Линия розлива

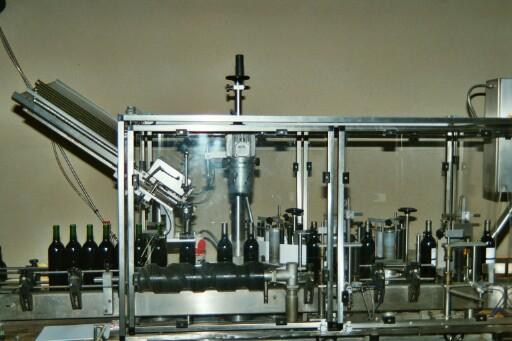
Линия по розливу вина

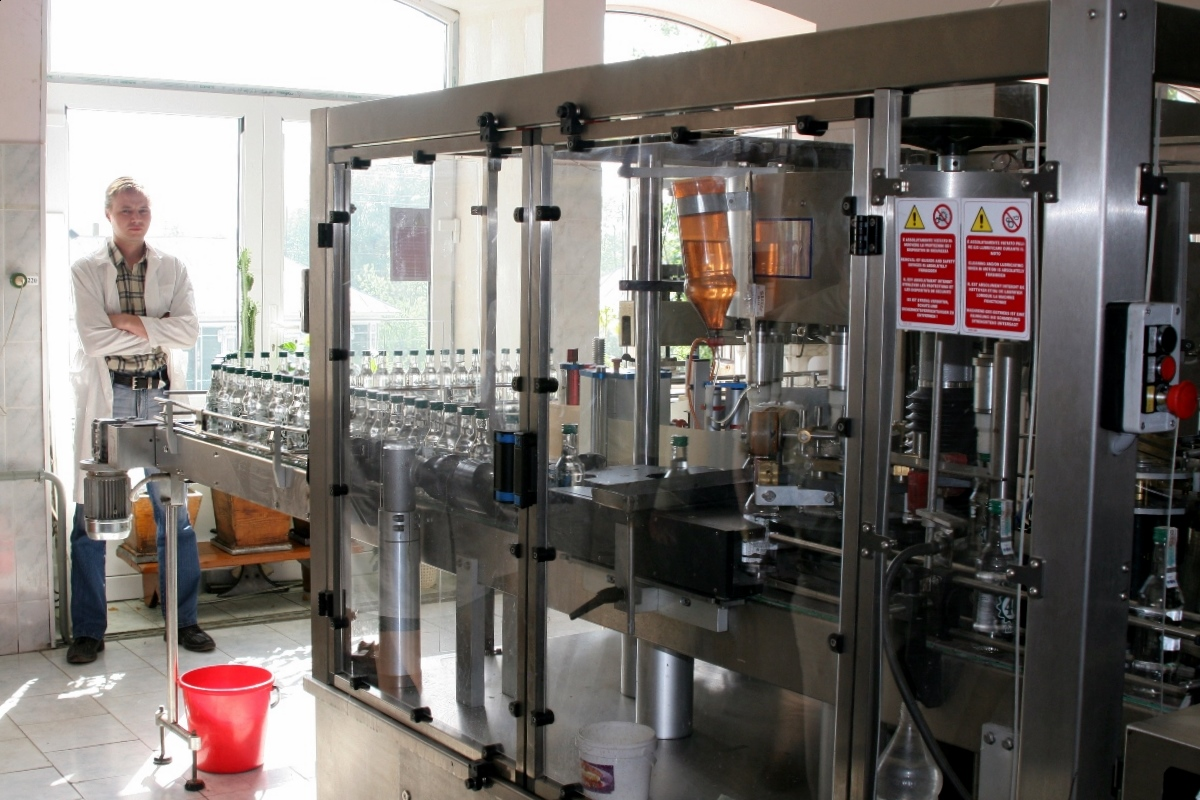
Конвейер по розливу водки на заводе в Шатске, Рязанская область, Россия

Линия ро́злива — это комплекс автоматического или полуавтоматического оборудования (машин и устройств), связанного между собой конвейером и работающего в общем режиме. Полный цикл процессов линии розлива включает в себя ополаскивание тары, непосредственно розлив жидкостей, укупорку, этикетирование и групповую упаковку.
Особое внимание следует уделять тому, чтобы обеспечить полностью стерильные условия на производстве.
Автоматизированные линии розлива — очень капиталоёмкое оборудование. Они могут окупиться только в том случае, если объём производства достаточно большой.